# Lake County (Indiana)
Lake County is een county in de Amerikaanse staat Indiana.
De county heeft een landoppervlakte van 1.287 km² en telt 484.564 inwoners (volkstelling 2000). De hoofdplaats is Crown Point.

## Bevolkingsontwikkeling

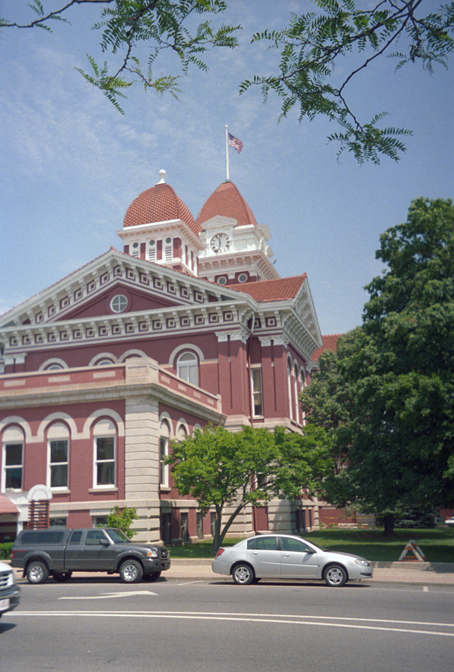
Lake County Courthouse